# Hazel Henderson
Jean Hazel Henderson (née Mustard ; 27 mars 1933 - 22 mai 2022) est une futurologue et militante écologiste anglo-américaine. Elle est l'auteur de plusieurs livres, dont Building a Win-Win World, Beyond Globalization, Planetary Citizenship (avec Daisaku Ikeda ) et Ethical Markets: Growing the Green Economy.

## Jeunesse
Henderson est née le 27 mars 1933 à Bristol, Somerset, Angleterre, fille de Kenneth et Dorothy May (née Jesseman) Mustard. Elle est diplômée de la Clifton School en 1950. Après ses études, elle travaille comme vendeuse, employée d'hôtel et standardiste.

## Carrière
En 1957, Henderson déménage à New York avec son mari. Elle vit dans une zone de la ville qui est constamment recouverte de suie provenant des incinérateurs d'ordures, l'obligeant à laver constamment la suie sur sa petite fille. Ses nombreuses plaintes à la mairie n'aboutissent à rien, ce qui l'incite, ainsi que Carolyn Konheim, un autre parent inquiet, à former Citizens for Clean Air. Le groupe réalise plusieurs premières avancées dans l'activisme de la qualité de l'air en faisant pression pour une législation locale, étatique et fédérale sur la pollution. Le groupe est chargé d'obtenir l'indice de pollution de l'air présenté dans les bulletins météorologiques. À son apogée, le groupe est composé de 20 000 membres, dont environ 75 % sont des femmes.
Dans les années 1960 et 1970, elle écrit pour la Harvard Business Review .
Elle conseille l'Office of Technology Assessment et la National Science Foundation de 1974 à 1980.
Elle est Regent's Lecturer à l'Université de Californie à Santa Barbara, et occupe la chaire Horace Albright en conservation à l'Université de Californie à Berkeley, et travaille comme conférencière itinérante et panéliste{.
En 2004, Henderson lance Ethical Markets Media, LLC, pour diffuser des informations sur l'investissement vert, l'investissement socialement responsable, l'entreprise verte, l'énergie verte, l'actualité de l'éthique des affaires, la technologie respectueuse de l'environnement, la bonne citoyenneté d'entreprise et le développement durable en mettant à disposition des rapports, des articles, des newsletters. et vidéo recueillies à travers le monde,.
En 2007, Henderson publie le livre Ethical Markets: Growing the Green Economy qui est devenu la base de la série télévisée Ethical Markets sur PBS.
Au cours de sa carrière ultérieure, elle siège aux conseils d'administration de publications telles que Futures Research Quarterly, The State of the Future Report et E / The Environmental Magazine (États-Unis), Resurgence, Foresight and Futures (Royaume-Uni). Elle est membre de la World Future Society, du National Press Club, de l'Association for Evolutionary Economics et membre de la World Futures Studies Federation.

## Prix et distinctions
En 1967, elle est nommée "citoyenne de l'année" par la New York County Medical Society.
En 1996, elle reçoit le prix Global Citizen Award du Boston Research Center avec Adolfo Pérez Esquivel.
En 2007, Henderson est élue Fellow de la Royal Society of Arts .
Henderson reçoit un doctorat honorifique en sciences de l'Université de San Francisco, de l'Université Sōka et de l'Institut polytechnique de Worcester.

## Vie privée
En 1957, elle épouse Carter Henderson, un écrivain du Wall Street Journal. Ensemble, ils ont une fille. Ils divorcent en 1981 ,.
En 1996, elle épouse Alan F. Kay, pionnier de l'Internet et entrepreneur social, fondateur de la plateforme de trading électronique de Wall Street AutEx. Il est décédé en 2016,.
Henderson est décédée d'un cancer de la peau chez elle à St. Augustine, en Floride, le 22 mai 2022.

## Livres
- Ethical Markets: Growing the Green Economy, Chelsea Green Publishing, 2006,  (ISBN 978-1-933392-23-3)
- Daisaku Ikeda coauthor, Planetary Citizenship, Middleway Press, 2004,  (ISBN 978-0-9723267-2-8), 256 pgs
- Hazel Henderson et al., Calvert-Henderson Quality of Life Indicators, Calvert Group, 2000,  (ISBN 978-0-9676891-0-4), 392 pgs
- Beyond Globalization. Kumarian Press, 1999,  (ISBN 978-1-56549-107-6), 88 pgs
- Building a Win-Win World. Berrett-Koehler Publishers, 1995,  (ISBN 978-1-57675-027-8), 320 pgs
- Creating Alternative Futures. Kumarian Press, 1996,  (ISBN 978-1-56549-060-4), 430 pgs (original edition, Berkley Books, NY, 1978)
- Hazel Henderson et al., The United Nations: Policy and Financing Alternatives. Global Commission to Fund the United Nations, 1995,  (ISBN 978-0-9650589-0-2), 269 pgs
- Paradigms in Progress. Berrett-Koehler Publishers, 1995,  (ISBN 978-1-881052-74-6), 293 pgs (original edition, Knowledge Systems, 1991)
- Redefining Wealth and Progress: New Ways to Measure Economic, Social, and Environmental Change : The Caracas Report on Alternative Development Indicators. Knowledge Systems Inc., 1990,  (ISBN 978-0-942850-24-6), 99 pgs
- The Politics of the Solar Age. Knowledge Systems Inc., 1988,  (ISBN 978-0-941705-06-6), 433 pgs (original edition, Doubleday, NY, 1981)